# Avant-pop
Avant-pop é um termo cunhado para definir um estilo de música pop que ao mesmo tempo em que é experimental, nova e diferente de outros estilos, carrega uma acessibilidade imediata ao ouvinte. O termo sugere uma combinação da sensibilidade avant-garde com elementos existentes da música popular em serviço de visões artísticas novas ou idiossincráticas.

## Definição
O termo "avant-pop" tem sido utilizado para categorizar a música que balanceia o uso de uma visão avant-garde com elementos estilísticos inerentes à música popular, e que também questiona as convenções tradicionais de forma ou estrutura. O escritor Tejumola Olaniyan descreve a "música avant-pop" como transgressora "das barreiras de estilos já estabelecidos, dos significados que esses estilos referenciam, e das normas sociais que tais estilos perpetuam ou insinuam." O autor David Horn descreve o "avant-pop" na identificação artistas idiossincráticos trabalhando em "um espaço liminar entre música clássica contemporânea e muitos dos gêneros de música popular que se desenvolveram na segunda metade do século XX." Ele percebeu que a base do avant-pop está no experimentalismo, assim como sua incorporação pós-moderna e não-hierárquica de variados gêneros como o pop, electrocnica, rock, música clássica e jazz.
Paul Grimstad do The Brooklyn Rail escreveu que o avant-pop é a música que "re-sequencia" os elementos da estrutura da música "assim (a) o charme da canção não é perdido, contudo (b) essa mesma acessibilidade leva a elementos mais estranhos fundidos no projeto." O Tribeca New Music Festival define o "avant-pop" como "a música que puxa sua energia de ambas música pop e formas clássicas." O termo tem sido usado em outros lugares pelo crítico literário Larry McCaffery para descrever "os mais radicais e subversivos talentos literários da nova onda pós-moderna."

## História
Nos anos 60, enquanto a música popular começava a ganhar importância cultural e a questionar seu status como um meio de entretenimento comercial, os músicos começaram a se utilizar do avant-garde pós-guerra como inspiração. Em 1959, o produtor musical Joe Meek gravou "I Hear a New World" (1960), o qual Jonathan Patrick da webzine Tiny Mix Tapes chama de "momento seminal em história de ambos avant-pop e música eletrônica [...] uma coleção de vinhetas dreamy pop, adornadas com ecos baixos e sons de fita danificada", o que foi totalmente ignorado no período de seu lançamento. Outras produções pioneiras de avant-pop incluem a canção de 1966 dos Beatles, "Tomorrow Never Knows", que incorporou técnicas da musique croncrète, composição avant-garde, música indiana e manipulação de som eletro-acústica, tudo em um formato pop de 3 minutos; a integração das ideias músicais minimalistas de drone music de La Monte Young no som do Velvet Underground, beat poetry e o movimento pop art são outros grandes exemplos do período. 
No fim dos anos 60, na Alemanha, surge uma cena de avant-pop experimental, com influentes artistas como Kraftwerk, Can e Tangerine Dream, trazendo inspirações do free jazz, música acadêmica alemã e do pop rock anglo-americano. De acordo com David McNamee do The Quietus, o álbum An Electric Storm do grupo eletrônico White Noise, de 1968, é uma "obra-prima incontestável dos primórdios do avant-pop". Nos anos 70, o rock progressivo e a música post-punk apresentaria novas fusões de avant-pop, incluindo os trabalhos de Pink Floyd, Genesis, Henry Cow, This Heat e o Pop Group. Mais artistas contemporâneos de avant-pop incluem David Sylvian, Scott Walker e Björk, os quais transgrediram além das normas da música pop comercial com experimentações de vocais e modos inovadores de expressão.
Alguns outros artistas que podem ser creditados como pioneiros no avant-pop incluem Lou Reed do Velvet Underground, a cantora Kate Bush, a artista performática Laurie Anderson, o músico de art pop Spookey Ruben e Eric Copeland do Black Dice. Em 2020, artistas contemporâneos trabalhando em áreas de avant-pop incluem Sevdaliza Julia Holter, Grimes, Holly Herndon, SOPHIE, Charlie XCX, Arca, Oneohtrix Point Never, Slayyyter e FKA Twigs.